# Hospital de Alta Resolución Sierra de Segura
El Hospital de Alta Resolución Sierra de Segura es un centro hospitalario gestionado por la Consejería de Salud de la Junta de Andalucía a través de la Agencia Sanitaria Alto Guadalquivir, ubicado entre los municipios españoles de Puente de Génave y La Puerta de Segura, en la carretera que une ambos municipios de la comarca de la Sierra de Segura.
Fue inaugurado el 22 de julio de 2005, siendo el primero de los centros de este tipo que se pusieron en marcha en la provincia de Jaén.
Se diseñó para dar solución a las necesidades de la comarca, caracterizada ésta por tener dispersos numerosos núcleos de población, alejados de los núcleos principales. La inversión fue de 16 millones de euros, repartidos entre la construcción y equipación de las instalaciones, siempre respetando el medio ambiente, tanto en arquitectura como en funcionalidad, al encontrarse ubicado dentro del parque natural de las Sierras de Cazorla, Segura y Las Villas

## Área de influencia
Dentro del Sistema Sanitario Público de Andalucía, está catalogado como Hospital de Alta Resolución y cubre la atención médica hospitalaria de trece municipios: Arroyo del Ojanco. Beas de Segura, Benatae, Hornos, La Puerta de Segura, Orcera, Hornos, Puente de Génave, Santiago-Pontones, Segura de la Sierra, Siles, Torres de Albanchez y Villarrodrigo.

## Recursos técnicos
| Recursos                    | Número                     | Equipos de diagóstico   | Número | Urgencias            | Número | Otros recursos        |
| --------------------------- | -------------------------- | ----------------------- | ------ | -------------------- | ------ | --------------------- |
| Consultas externas          | 18                         | Ecógrafos               | 1      | Boxes de exploración | 3      | Laboratorios          |
| Unidades de hospitalización | 16 habitaciones (24 camas) | TAC                     | 1      |                      |        | Farmacia hospitalaria |
| Quirófanos                  | 2                          | Mamógrafo               | 1      |                      |        | Rehabilitación        |
|                             |                            | Telemando               | 1      |                      |        | Salas de endoscopias  |
|                             |                            | Radiología convencional | 1      |                      |        |                       |

## Cartera de servicios
| Análisis Clínico          | Oftalmología                |
| Anestesia y Reanimación   | Otorrinolaringología        |
| Aparato Digestivo         | Pediatría                   |
| Cardiología               | Radiodiagnóstico            |
| Cirugía General           | Rehabilitación              |
| Dermatología              | Traumatología               |
| Hematología y Hemoterapia | Cirugía Ortopédica          |
| Medicina Interna          | Urología                    |
| Neumología                | Unidad de Cuidados Críticos |
| Obstetricia y Ginecología | Urgencias y laboratorios    |

## Campo científico
En 2008, se dio un buen avance en el campo de la investigación, creando la Comisión de Ética e Investigación, nombrando para ello a dos representantes. Ya en 2010, dentro del plan de formación interna, se han incluido dos cursos para el personal sanitario, con el fin de fomentar la investigación. 
En el año 2009, el estudio científico aumentó al del año anterior, y algunos de los profesionales del hospital realizaron trabajos para revistas nacionales del campo de la medicina, que posteriormente fueron publicados en la Revista Andaluza de Patología Digestiva y en la revista de la Asociación Española de Técnicos de Laboratorio. Además, se presentaron dos comunicaciones a dos congresos nacionales, con los títulos ¿Cumplimentamos correctamente los formularios de los consentimientos informados?, que se envió al XXX Congreso Nacional de la Sociedad Española de Medicina Interna, y Revisión de protocolo sobre recomendaciones de estudio semen posvasectomía en Hospital de Alta Resolución.